# Pertlstein
Pertlstein is een plaats en voormalige gemeente in de Oostenrijkse deelstaat Stiermarken. Het is sinds 2015 een ortschaft van de gemeente Fehring, die deel uitmaakt van het district Südoststeiermark. De plaats ligt op de rechteroever van de Raab.
De gemeente Pertlstein telde in 2013 811 inwoners. In 2015 ging ze bij een herindeling samen met Hatzendorf, Hohenbrugg-Weinberg en Johnsdorf-Brunn op in de gemeente Fehring.
Bad Gleichenberg · Bad Radkersburg · Deutsch Goritz · Edelsbach bei Feldbach · Eichkögl · Fehring · Feldbach · Gnas · Halbenrain · Jagerberg · Kapfenstein · Kirchbach-Zerlach · Kirchberg an der Raab · Klöch · Mettersdorf am Saßbach · Mureck · Paldau · Pirching am Traubenberg · Riegersburg · Sankt Anna am Aigen · Sankt Peter am Ottersbach · Sankt Stefan im Rosental · Straden · Tieschen · Unterlamm
- Gemeinsame Normdatei: 4511000-1
- Virtual International Authority File: 242730422